# Citizens Climate Lobby
Vous pouvez aider à l'améliorer ou bien discuter des problèmes sur sa page de discussion.
- Il ne s’appuie pas, ou pas assez, sur des sources secondaires ou tertiaires. (Marqué depuis mars 2017)
- Son texte doit être wikifié : il ne correspond pas à la mise en forme Wikipédia (style, typographie, liens internes, liens entre les wikis, etc.). (Marqué depuis mars 2022)
- Sa typographie ne respecte pas les conventions de Wikipédia. Vous pouvez solliciter de l’aide de l’Atelier typographique. (Marqué depuis mars 2022)
- La traduction doit être revue. Le contenu est difficilement compréhensible à cause d’erreurs de traduction, peut-être dues à l’utilisation d’un logiciel de traduction automatique. (Marqué depuis mars 2022)
- Il est à actualiser. Certains passages sont obsolètes ou annoncent des événements désormais passés. (Marqué depuis mars 2022)

- Archive Wikiwix
- Bing
- Cairn
- DuckDuckGo
- E. Universalis
- Gallica
- Google
- G. Books
- G. News
- G. Scholar
- Persée
- Qwant
- (zh) Baidu
- (ru) Yandex
- (wd) trouver des œuvres sur Wikidata

Citizens Climate Lobby (CCL), en français Lobby Climatique Citoyen, est un groupe international de défense de l'environnement qui forme et soutient des bénévoles pour établir des relations avec leurs représentants élus dans le but d'influencer la politique climatique. 
Opérationnel depuis 2007, vise à obtenir un consensus politique pour l'instauration d'un prix du carbone, notamment à travers une taxe carbone avec dividendes (en) à l'échelle nationale. CCL est appuyé par des climatologues, tels que James Hansen, Katharine Hayhoe, et Daniel Kammen. Le Conseil consultatif de CCL comprend également l'ancien secrétaire d'État des États-Unis George Shultz, l'ancien représentant Bob Inglis, l'acteur Don Cheadle, et le militant Sam Daley-Harris.
Fondée aux États-Unis, CCL a des groupes actifs en Australie, Bangladesh, Brésil, Burundi, Cameroun, Canada, Chili, France, Allemagne, Islande, Inde, Italie, Kenya, Népal, Pays-Bas, Nouvelle-Zélande, Nigeria, Panama, Pologne, Portugal, Qatar, Roumanie, Serbie, Écosse, Suède, Suisse, Ukraine et au Royaume-Uni.

## Introduction
Citizens Climate Lobby est un organisme non-partisan fondé aux États-Unis, présent au Canada et d'autres pays, qui milite pour l'efficacité de la législation climatique (en). Ses objectifs principaux sont répertoriés comme la création d'une volonté politique pour préserver un climat sain, tout en permettant aux personnes d'exercer leur pouvoir personnel et politique. Avec son siège central à Coronado, en Californie, et un bureau national Canadien à Sudbury, en Ontario, Citizens' Climate Lobby est composé de bénévoles constitués en groupes locaux qui font du lobbying, auprès de leurs élus travaillent à travers la sensibilisation locale et les médias.
Leur objectif est de réduire les émissions de gaz à effet de serre et promouvoir une transition vers une économie basée sur l'énergie renouvelable par le biais d'une approche de marché fondée sur une taxe carbone avec dividendes dont l'effet sur les revenus individuels serait neutre. Cette tarification des émissions de carbone provenant des combustibles fossiles s'accompagnera simultanément de l'élimination des subventions aux entreprises de combustibles fossiles. Aux États-Unis, cette approche axée sur le marché, mettant un prix sur les émissions de carbone a obtenu le soutien tant de Républicains et de Démocrates. CCL estime qu'une taxe neutre avec dividendes sur les émissions de carbone est une solution bipartite qui réglerait efficacement le changement climatique lié aux émissions de carbone, tout en évitant de recourir a des réglementations très complexes.

## Réalisations
Aux États-Unis, le nombre de groupes locaux a pratiquement doublé chaque année, passant de 3 en 2007 à 6 en 2008, à 14 en 2009, à 24 en 2010, à 44 en 2011, à 74 en 2012, à 148 en 2013, à 228 en 2014. En mai 2016, il y avait 327 groupes locaux.
CCL a rédigé une proposition législative intitulée The Carbon Fee and Dividend Act, présentée par le Dr James Hansen lors du Jour de la Terre sur le National Mall à Washington.
Les lettres publiées sont passées de 537 en 2012 à 2 253 en 2014. Les réunions avec des membres du Congrès sont passées de 534 en 2012 à 1 086 en 2014. La conférence internationale annuelle à Washington, DC a progressé de 175 participants en 2012 à 367 participants en 2013. Ces 367 participants ont collectivement rencontré 439 des 535 membres du Congrès ou leur personnel. En 2015, plus de 800 bénévoles ont participé à 487 rencontres avec les bureaux du Congrès.
Citizen Climate Lobby a publié un rapport économique intitulé Construire une économie verte (septembre 2010), écrit par Joseph Robertson, membre du CCA.Le rapport est maintenant utilisé comme source avec les médias et les membres du Congrès.

## CCL par pays

### Canada
CCL Canada participe à de nombreux projets et actions liés au climat. Certaines des initiatives à ce jour comprennent :
- Rejoindre les bénévoles des États-Unis à la Conférence annuelle / Lobbying à Washington, DC; Pour rencontrer les membres du Congrès ;
- Rencontre avec les députés (Canada) et les membres des assemblées législatives provinciales pour discuter des taxes sur le carbone et de la politique en matière de dividendes et d'autres problèmes climatiques ;
- Travailler en collaboration avec le Climate Action Network Canada pour encourager le gouvernement du Canada à supprimer les subventions aux combustibles fossiles et à influer sur la pollution par le carbone ;
- Participer au projet de pétition parlementaire pour un climat durable ;
- Développer des relations et des partenariats stratégiques avec des groupes partageant les mêmes idées sur le plan local, provincial, national et international.

### Allemagne
En Allemagne, CCL est connu sous le nom de Bürgerlobby Klimaschutz et abrégé CCL-D. À l'instar d'autres groupes de CCL, CCL-D cherche a appliquer un prix en hausse constante et socialement équitable sur le carbone. Cependant, leur premier objectif est de réviser le système d'échange de quotas d'émission de l'Union européenne (EU ETS) comme suit :
- Étendre le les ETS de la UE afin que toutes les émissions soient couvertes et modifier le plafond annuel afin que les émissions de 2030 puissent diminuer d'au moins 50 % par rapport aux niveaux de 1990.
- Introduire un prix plancher en constante augmentation pour les quotas de CO2.
- Introduire un système d'ajustement aux frontières conforme à l'OMC pour égaliser les conditions de concurrence entre les entreprises européennes et leurs concurrents mondiaux.
- Tant qu'il n'y a pas de signal de prix effectif au niveau de l'UE, le CCL-D appelle une taxe nationale sur le carbone pour l'Allemagne sur toutes les émissions de CO2 comme mesure de transition.
- Un thème central de CCL-D est que pour un prix du carbone équitable et socialement compatible, tous les revenus doivent être redistribués à la population.

## Connexions
CCL est un groupe non partisan qui développe et entretient des relations avec une large base d'organisations qui partagent des objectifs similaires.